# Робінзонада, або Мій англійський дідусь
«Робінзонада, або мій англійський дідусь» — радянський комедійний художній фільм, знятий на кіностудії «Грузія-фільм» у 1987 році.

## Сюжет
Колись давно в далекому гурійському селі Сіо з'явився службовець англійської королівської телеграфної компанії Х'юз. Він покохав красуню Анну. Її брат Нестор був більшовиком і організатором першої червоної комуни, він став ворогом Х'юза. Потім Х'юза і Нестора застрелив знедолений новою владою і вигнаний з села Лаврентій Мгеладзе. Через багато років Анна розповідає цю історію молодому композиторові і він пише музику…

## У ролях
- Жанрі Лолашвілі — Кристофер Х'юз, телеграфіст з Англії/композитор, онук Х'юза
- Нінель Чанкветадзе — Анна Ніорадзе
- Гурам Пірцхалава — Нестор Ніорадзе, голова сільської комуни
- Тамара Цицишвілі — епізод
- Елгуджа Бурдулі — Лаврентій Мгеладзе
- Русудан Болквадзе — Лізі
- Тіко Еліосідзе — епізод
- Дареджан Харшиладзе — епізод
- Шалва Херхеулідзе — батько Анни і Нестора
- Гія Лежава — чернець
- Юрій Кірс — епізод
- Георгій Дадіані — агітатор
- Бердія Інцкірвелі — комунар

## Знімальна група
- Режисер — Нана Джорджадзе
- Сценарист — Іраклій Квірікадзе
- Оператор — Леван Пааташвілі
- Композитор — Енрі Лолашвілі